# Ljuba Đikić
Ljuba Đikić (Mrkodol, Tomislavgrad, 27. ožujka 1954.) je hrvatska i bosanskohercegovačka pjesnikinja, novinarka i sakupljačica narodnoga blaga.

## Djela
Radovi ove pjesnikinje i novinarke objavljeni su u više knjiga drugih autora.
- Tajna, zbirka ljubavne poezije, 1985.
- Ljubi, dragi, ne žali me mladu, etnografski zapisi o ljubavnim običajima i pjesmama duvanjskog kraja, Tomislavgrad, 1990.

T A J N A
Ima jedna zvijezda
koja noću ne sija,
danju se ne vidi,
meni uvijek sjaji.
Ona je moja TAJNA.